# Второй президентский срок Владимира Путина
Второй президентский срок Владимира Путина продолжался с 7 мая 2004 года по 7 мая 2008 года.
14 марта 2004 года в России прошли очередные президентские выборы, на которых Путин получил 71,31 % голосов. Вступил в должность 7 мая 2004 года.
12 сентября 2007 года Путин отправил в отставку правительство Фрадкова, назначив главой правительства Виктора Зубкова.
7 мая 2008 года Путин передал власть избранному президенту, бывшему главе своей администрации Дмитрию Медведеву. За несколько дней до этого Путин занял 2 место в списке Time «100 самых влиятельных людей мира».

## Выборы
Президентские выборы прошли 14 марта 2004 года. Путин получил 71,31 % голосов избирателей. Традиционные партии не выставляли на эти выборы своих лидеров: от КПРФ шёл Николай Харитонов (13,69 %), от ЛДПР — Олег Малышкин (2,02 %). Другими кандидатами были Сергей Миронов (выдвигался от Партии жизни и набрал менее процента), Ирина Хакамада (3,8 %) и Сергей Глазьев (4,1 %).
Президентским выборам предшествовали прошедшие в декабре 2003 года выборы в Государственную думу, на которых большинство мест получила пропрезидентская партия «Единая Россия». Её представитель, бывший министр внутренних дел Борис Грызлов (2001—2003) стал председателем Госдумы и возглавлял её до 2011 года. Второе, третье и четвёртое места заняли КПРФ, ЛДПР и блок «Родина», соответственно. Победив на выборах и приняв в свой состав большинство независимых депутатов, прошедших по одномандатным округам, всех депутатов от Народной партии и «перебежчиков» из других фракций, «Единая Россия» получила конституционное большинство, что позволило ей при голосованиях уверенно преодолевать сопротивление оппозиционных партий.

## Внутренняя политика

### Динамика популярности
По оценке российского политолога и аналитика Кирилла Рогова (2015), доминирующую роль в устойчивой сверхпопулярности Путина сыграли экономические факторы: динамику его рейтинга в наибольшей степени объясняет оценка респондентами текущей экономической ситуации. К этой оценке периодически добавлялись надежды респондентов, связанные с фигурой лидера государства. Пики популярности Путина пришлись на июль 2007 г., начало и сентябрь 2008 г., конец 2009 г. Период 2007—2008 гг., предшествовавший началу экономического кризиса 2008—2010 гг., характеризовался максимально высокой поддержкой режима, которая отражала как чрезвычайно высокие оценки текущей экономической ситуации, так и политическую мобилизацию, связанную с триумфальной короткой войной против Грузии.
Как отмечает Рогов, если на протяжении 2000—2010 гг. уровень одобрения Путина в основном колебался в диапазоне 70-85 % (среднее значение — 76 %), то число людей, считающих, что дела в стране идут в правильном направлении, в этот же период колебалось в диапазоне 35 — 50 % (в среднем — 42 %). Таким образом, в большей части периода в среднем треть опрошенных не считала, что дела в стране идут в правильном направлении, но при этом одобряла Путина. Это можно объяснить лишь тем, что эти люди считали политику и ценности, ассоциируемые с фигурой лидера, оптимальными в сложившейся ситуации и оказывали ему априорную поддержку, не связанную с фактическими результатами деятельности.

### Правительство
За неделю до президентских выборов, 5 марта, Владимир Путин назначил главой правительства Михаила Фрадкова, который был министром торговли в правительстве Сергея Степашина, а затем возглавлял Федеральную службу налоговой полиции до её упразднения в 2003 году. 7 мая 2004 года, согласно Конституции, правительство сложило полномочия перед переизбранным на второй срок президентом, но уже 12 мая было повторно утверждено Государственной Думой.
В отличие от кабинета Михаила Касьянова правительство Фрадкова сразу же назовут «техническим», а самого главу правительства считали «техническим премьером», не проводившим самостоятельной политики, поскольку все ключевые решения принимались Администрацией президента РФ.
В составе кабинета Фрадкова сохранился ряд ключевых фигур правительства Касьянова: вице-премьер Виктор Христенко, исполнявший обязанности премьера после отставки Михаила Касьянова, стал министром промышленности и энергетики, Герман Греф продолжил возглавлять Минэкономразвития, Алексей Кудрин — Минфин. Андрей Фурсенко перешёл на работу в Минобрнауки, Алексей Гордеев остался министром сельского хозяйства. Появились и новые лица: МИД возглавил Сергей Лавров, вице-премьером стал Александр Жуков, а аппарат правительства в ранге министра возглавил Дмитрий Козак. После инаугурации Владимира Путина правительство в соответствии с Конституцией сложило полномочия, но Михаил Фрадков вновь был утверждён Госдумой и представил почти тот же состав кабинета: в него ещё вернулся Леонид Рейман. Дмитрия Козака позже сменил Сергей Нарышкин, а под конец второго срока Путина министра обороны Сергея Иванова сменил Анатолий Сердюков.
Деятельность второго правительства Фрадкова была отмечена следующими шагами:
- административная реформа (реорганизация правительственных ведомств) (2004);
- «монетизация социальных льгот» — замена натуральных социальных льгот денежными компенсациями (2004), вызвала протесты в начале 2005 года;
- начало реализации национальных проектов:
  - «Доступное и комфортное жильё — гражданам России»;
  - «Здоровье»;
  - «Образование»;
- начало реформы ЖКХ, направленной на привлечение бизнеса в сферу ЖКХ, развитие жилищного строительства, в том числе ипотеки[10];
- внедрение системы ЕГАИС (N 102-ФЗ от 21 июля 2005), предназначенной для автоматизации государственного контроля над объёмом производства и оборота этилового спирта, алкогольной и спиртосодержащей продукции. Внедрение сопровождалось техническими неполадками, вызвавшими алкогольный кризис в первой половине 2006 года[10].

14 ноября 2005 года Путин ввёл две новые должности в правительстве, урезав полномочия премьера. Руководитель Администрации президента Российской Федерации Дмитрий Медведев стал первым заместителем председателя, отвечающим за реализацию так называемых приоритетных национальных проектов, а министр обороны Российской Федерации Сергей Иванов — заместителем председателя, курирующим оборону и оборонно-промышленный комплекс.
12—14 сентября 2007 года Фрадков исполнял обязанности председателя правительства до формирования нового состава правительства во главе с Виктором Зубковым.

### Борьба с терроризмом на Северном Кавказе
Несмотря на прекращение полномасштабной войсковой операции в апреле 2000 года, сторонники чеченского сепаратизма продолжали вооружённые нападения и теракты на территории Чечни и в соседних регионах.
В мае 2004 года в результате теракта в Грозном погиб глава Чеченской Республики Ахмат Кадыров. Ответственность за теракт взял на себя лидер боевиков Шамиль Басаев.
В ночь на 22 июня 2004 года в столице Ингушетии боевики попытались захватить республиканское Министерство внутренних дел. Погибли сорок сотрудников правоохранительных органов, боевики захватили большое количество оружия. В августе похожая ситуация возникает в Грозном: боевики фактически занимают на несколько часов два из четырёх районов чеченской столицы, а затем с боями отходят.
24 августа женщинами-смертницами были осуществлены взрывы пассажирских авиалайнеров, вылетевших из аэропорта Домодедово.
Самым крупным терактом этого периода стал захват школы в Беслане. 1 сентября 2004 года боевики захватили школу в Беслане (Северная Осетия), взяв в заложники более тысячи детей и взрослых. В ходе нападения и в последующие дни несколько заложников были убиты террористами. 3 сентября в школьном здании произошли несколько взрывов, за которыми последовали возгорание и штурм здания. В результате нападения, взрывов и пожара, а также в ходе боя и спасательной операции погибло 19 сотрудников спецподразделений и 314 заложников, включая 186 детей. Критики высказывали мнение, что российским властям следовало изначально отказаться от силовой операции и пойти на переговоры с террористами. Либерально-демократическая оппозиция называла причиной роста терроризма в России неверную политику Путина в отношении Чечни и предлагала договариваться с «умеренной частью» чеченских сепаратистов.
Российские спецслужбы тем временем продолжали охоту на лидеров сепаратистов. В 2004 году был ликвидирован преемник Хаттаба Абу аль-Валид, в 2006 году был уничтожен последний крупный командир иностранных боевиков Абу Хафс аль-Урдани. В марте 2005 года в ходе спецоперации ФСБ был уничтожен президент Ичкерии Аслан Масхадов, в 2006 году — его преемник Абдул-Халим Садулаев. Возглавивший сепаратистов Доку Умаров объявил в 2007 году об упразднении Ичкерии и образовании сепаратистской исламистской террористической организации «Кавказский эмират».
После уничтожения Масхадова и ряда полевых командиров интенсивность диверсионно-террористической деятельности боевиков значительно снизилась. За 2005—2008 годы в России не было совершено ни одного крупного теракта, а единственная масштабная операция боевиков (рейд на Кабардино-Балкарию 13 октября 2005) завершилась провалом.
31 января 2006 года Владимир Путин заявил, что можно говорить об окончании контртеррористической операции в Чечне. В июле того же года в результате спецоперации российских спецслужб был уничтожен террорист № 1 Шамиль Басаев.
В 2019 году в ходе своей ежегодной пресс-конференции самыми сложными моментами своего президентства Путин назвал захват террористами заложников в Театральном центре на Дубровке (Москва) и теракт в Беслане.

### Реформирование политической системы
13 сентября 2004 года Владимир Путин выступил с телеобращением, посвящённым событиям в Беслане. Он, в частности, сказал, что Россия живёт «в условиях, сложившихся после распада огромного, великого государства, которое оказалось нежизнеспособным в условиях быстро меняющегося мира… Несмотря на все трудности, нам удалось сохранить ядро этого гиганта — Советского Союза. И мы назвали новую страну Российской Федерацией». Однако, по словам Путина, при создании новой страны пренебрегли вопросами обороны и безопасности, и именно за это теперь расплачиваются пострадавшие в терактах, а с ними и вся Россия: «Нужно признать то, что мы не проявили понимания сложности и опасности процессов, происходящих в своей собственной стране и в мире. Во всяком случае, не смогли на них адекватно среагировать. Проявили слабость. А слабых — бьют».
Во второй части выступления Путин анонсировал комплекс мер, направленных на укрепление единства страны, и прежде всего объявил о намерении отменить выборы глав регионов, мотивируя этот шаг необходимостью повысить эффективность работы федеральных и региональных властей страны, усилением борьбы с терроризмом. В декабре 2004 года был принят закон, по которому главы регионов выбираются законодательными собраниями из списка кандидатур, который вносит президент. С марта 2005 года стала применяться практика увольнения глав регионов с формулировкой об «утрате доверия».

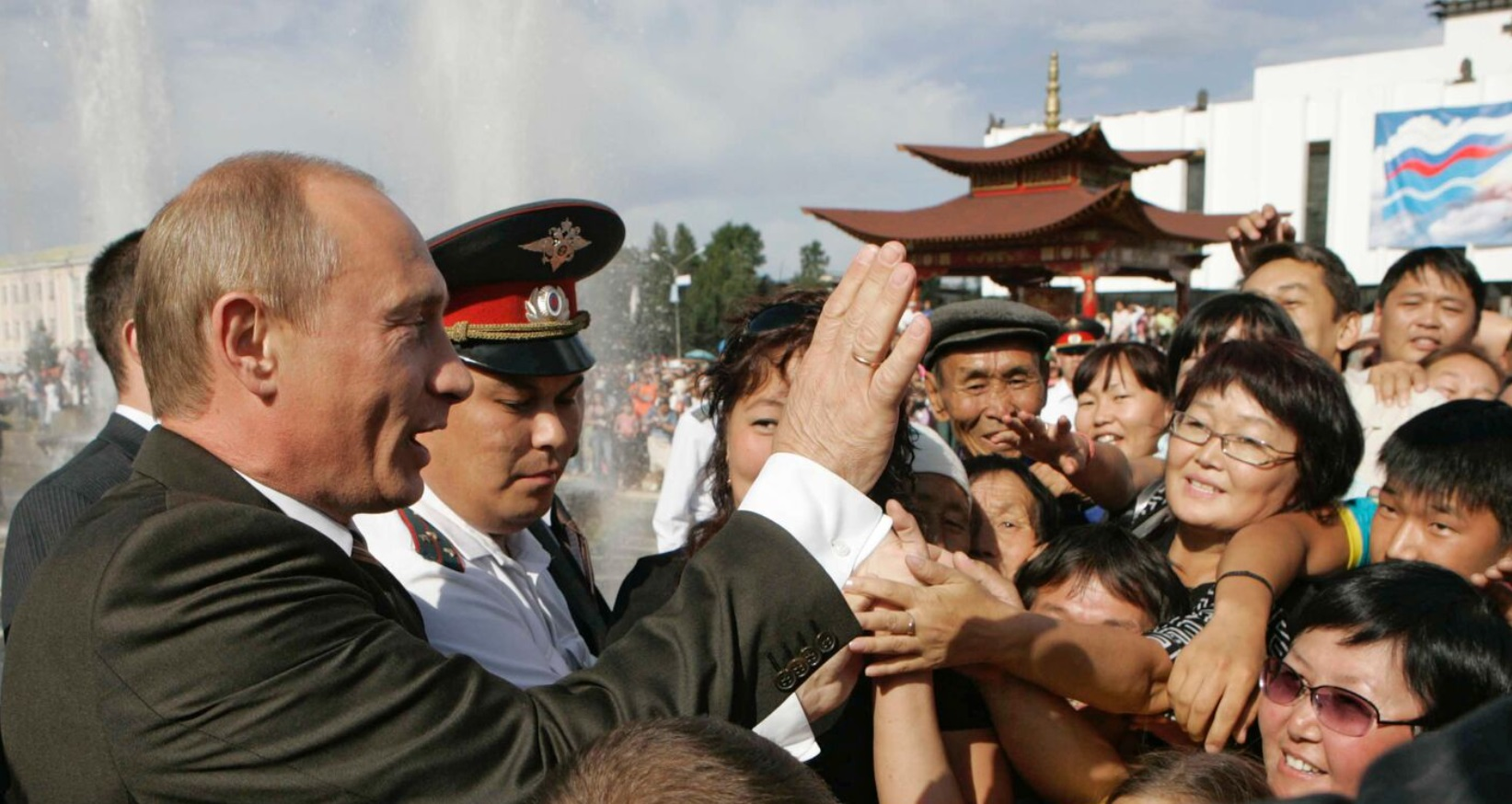
Путин в Кызыле, Тыва, 15 августа 2007 года

Весной 2005 года был принят закон о выборах в Госдуму исключительно по партийным спискам, а отсекающий барьер был поднят с 5 % до 7 %. Территориальное представительство в Государственной думе (одномандатные избирательные округа) было упразднено. На пресс-конференции после избрания на второй срок Владимир Путин заявил, что намерен развивать многопартийность и гражданское общество, однако от реформы Думы выиграли лишь крупные федеральные партии и прежде всего «Единая Россия».
Половина членов Совета Федерации стали назначаться губернаторами. Были приняты поправки к федеральному законодательству, позволяющие партии, победившей на выборах в региональный парламент, предлагать президенту России свою кандидатуру на губернаторский пост. В подавляющем большинстве регионов это право принадлежало «Единой России». Массовый характер принял процесс вступления губернаторов в партию власти. На начало 2007 года членами партии являлись 70 из 86 руководителей российских регионов. Членами «Единой России» являлись также топ-менеджеры крупных промышленных предприятий, руководители государственных вузов и их структурных подразделений, высшие чиновники федеральных и региональных органов власти.
«Единая Россия» как партия власти не располагала ярко выраженной идеологией, декларируя «центризм и консерватизм». На деле её членов объединяет главным образом лояльность по отношению к существующей государственной системе. В Госдуме четвёртого созыва (2003—2007) «Единая Россия» безраздельно доминировала, контролируя более трёхсот мандатов, то есть располагала конституционным большинством. КПРФ имела 47 мест, ЛДПР — 30, «Патриоты России» — восемь.
А. Н. Яковлев в конце 2004 и в 2005 годах, говоря о политике Путина, обращал внимание на следующие «тревожные сигналы»: «…бросается в глаза жёсткая последовательность. Гимн, однопартийная система, послушный парламент, примат государственности над человеком, вождизм, сращивание государственных структур с бизнесом, особенно с криминальным, приручение средств массовой информации, возвращение к государственной историографии, то есть приспособление истории к интересам власти, отсутствие подлинно независимых судов, расширение сферы деятельности и влияния на политику специальных служб…».
В феврале 2006 года заместителем руководителя Администрации президента России Владиславом Сурковым, курировавшим вопросы внутренней политики, была выдвинута концепция суверенной демократии, которая в интерпретации её автора заключается в том, что политика президента должна, в первую очередь, пользоваться поддержкой большинства населения в самой России; такая поддержка большинства и составляет главный принцип демократического общества.
В марте 2006 года Сурков на встрече с лидером российской Партии жизни Сергеем Мироновым сообщил ему об имеющихся у Администрации президента планах сформировать в России двухпартийную систему, в которой основную роль играла бы «Единая Россия», а вторая партия аккумулировала бы голоса левых и националистов. В августе Сергей Миронов и лидеры ещё двух партий — Александр Бабаков («Родина») и Игорь Зотов (Российская партия пенсионеров) — подписали соглашение о слиянии, а в октябре на съезде «Родины» была создана партия «Справедливая Россия: Родина/Пенсионеры/Жизнь». Идея строительства двухпартийной системы так и осталась неосуществлённой, но на новых выборах в Госдуму в декабре 2007 года «Справедливая Россия» получила 38 мандатов — лишь на два меньше, чем ЛДПР. «Единая Россия», которая шла на эти выборы под главным слоганом «План Путина — победа России!», вновь получила конституционное большинство — 315 мандатов.
В начале 2000-х годов в России при содействии Администрации президента был создан ряд молодёжных организаций, ключевыми пунктами программ которых являлось сохранение суверенитета и целостности России, осуществление модернизации страны и формирование действующего гражданского общества. Путин регулярно встречался с активистами организации «Наши». Некоторые из акций этих молодёжных организаций вызывали резкую критику со стороны прессы и политической оппозиции. По прошествии ряда лет эти организации прекратили свою деятельность.
Либеральная оппозиция в последний раз была представлена в Государственной думе третьего созыва, избранной в 1999 году. В Думе четвёртого созыва, избранной в 2003 году, либеральной оппозиции уже не было, в следующей Думе — тоже. С этого времени либеральная оппозиция перешла к уличным акциям. В декабре 2005 года прошёл первый Марш несогласных, который проводил Объединённый гражданский фронт Гарри Каспарова.

### Борьба за влияние внутри политической элиты и президентские выборы 2008 года
Основными претендентами на президентский пост после ухода Путина считались два первых вице-премьера — Сергей Иванов и Дмитрий Медведев. К концу 2007 года они располагали фактически равным политическим весом, но у Медведева изначально была более выгодная позиция с точки зрения электората, поскольку с 2005 года он курировал три приоритетных национальных проекта — «Здоровье», «Образование» и «Жильё».
Предстоящее выдвижение на президентские выборы Дмитрия Медведева не могло не беспокоить «силовиков», позиции которых укреплялись в течение двух первых сроков Путина. Это привело к усилению конкуренции и конфликтности среди руководства силовых ведомств. Самая эмоциональная реакция последовала от руководителя Федеральной службы по контролю за оборотом наркотиков Виктора Черкесова, который в октябре 2007 года опубликовал в газете «Коммерсантъ» статью «Нельзя допустить, чтобы воины превратились в торговцев». Статья, направленная против ФСБ, которой руководил Николай Патрушев, одновременно являлась своего рода декларацией о том, что именно силовики-«чекисты» спасли Россию от распада и исчезновения. Владимир Путин, однако, оказался недоволен этой публикацией. В мае 2008 года Черкесов будет направлен руководить Рособоронпоставкой, а в 2010 году и вовсе будет отправлен в отставку. В 2016 году ФСКН будет упразднена, а её функции и полномочия — переданы в систему МВД. Директор ФСБ Николай Патрушев в 2008 году оставит свой пост, но будет назначен секретарём Совета безопасности, сохранив на долгие годы своё влияние.
10 декабря 2007 года Путин объявил своим преемником Дмитрия Медведева, заявив, что знает его более 17 лет и «целиком и полностью» поддерживает его кандидатуру. На следующий день Дмитрий Медведев предложил Владимиру Путину возглавить правительство в случае его избрания президентом. 17 декабря партия «Единая Россия» на съезде проголосовала за выдвижение Медведева в президенты. 28 января 2008 года Медведев заявил об отказе участвовать в предвыборных дебатах.
Президентские выборы состоялись 2 марта 2008 года. Дмитрий Медведев набрал 70,28 % голосов избирателей и вступил в должность президента России 7 мая 2008 года.

### Реформирование правоохранительной системы
В июне 2007 года был подписан закон о создании Следственного комитета при прокуратуре, фактически отделивший органы следствия от органов прокуратуры. Позже (в 2011 году) Следственный комитет Российской Федерации был полностью выделен из состава прокуратуры в самостоятельное федеральное ведомство.

### Экономическое развитие
Подводя экономические итоги пребывания Путина на посту президента России (2000—2007 годы), Томас Грэм, бывший старший директор по России в Совете национальной безопасности США, писал: «Экономика не только вернула себе все позиции, утраченные в 1990-е, но и создала жизнеспособный сектор услуг, который практически не существовал в советский период. В России накоплен третий по объёму золотовалютный запас после Китая и Японии».
В экономике России отмечался рост ВВП (в 2004 — 7,2 %, в 2005 — 6,4 %, в 2006 — 7,7 %, в 2007 — 8,1 %, в 2008 — 5,6 %), промышленного и сельскохозяйственного производства, строительства, реальных доходов населения. Снизилась доля населения, живущего ниже уровня бедности (с 29 % в 2000 году до 13,4 % в 2008), уровень безработицы снизился с 10,6 % в 2000 году до 6,2 % в 2008 году. С 1999 по 2007 годы индекс производства обрабатывающих отраслей промышленности вырос на 77 %, в том числе производства машин и оборудования — на 91 %, текстильного и швейного производства — на 46 %, производства пищевых продуктов — на 64 %.
В 2000-е годы Путиным был подписан ряд законов, которыми были внесены поправки в налоговое законодательство. Для физических лиц была установлена плоская шкала подоходного налога (13 %). Ставка налога на прибыль была снижена до 24 %, введена регрессивная шкала единого социального налога, отменены оборотные налоги и налог с продаж, общее количество налогов было сокращено в 3,6 раза (с 54 до 15). Также была радикально изменена система налогообложения сырьевого сектора: проведена перенастройка механизма экспортных пошлин и введён налог на добычу полезных ископаемых, что позволило увеличить долю нефтегазовой ренты, улавливаемой государственным бюджетом, с менее чем 40 % в 2000 году до 84 % в 2005 году. В 2006 году замминистра финансов РФ Сергей Шаталов заявил, что за период налоговой реформы налоговая нагрузка снизилась с 34—35 % до 27,5 %, а также произошло перераспределение налоговой нагрузки в нефтяной сектор.
Был проведён ряд других социально-экономических реформ: пенсионная (2002), банковская (2001—2004), монетизация льгот (2005), реформа электроэнергетики и железнодорожного транспорта. По оценке Госдепартамента США, российская экономика в 1999—2008 годах росла благодаря девальвации рубля, осуществлению ключевых экономических реформ (налоговой, банковской, трудовой и земельной), жёсткой налоговой и бюджетной политике, а также благоприятной конъюнктуре цен на сырьевые товары.
В президентском послании Федеральному Собранию в 2003 году Путин поставил задачу добиться полной конвертируемости рубля. С 1 июля 2006 года рубль стал свободно конвертируемой валютой.
В мае 2003 года в Бюджетном послании Федеральному Собранию Путин поставил задачу создания Стабилизационного фонда РФ. 1 января 2004 года фонд был сформирован. Основной целью создания фонда являлось обеспечение стабильности экономического развития страны. По словам бывшего заместителя председателя российского правительства (2000—2004), министра финансов Российской Федерации (2000—2011) Алексея Кудрина, решение Владимира Путина о создании резервных фондов «сыграло решающую роль в спасении российской экономики». По его словам, Путин единственный, кто «вопреки многим позициям» поддержал создание Стабилизационного фонда, а затем Резервного фонда и Фонда национального благосостояния, которые во время экономического кризиса 2008—2009 года «сыграли свою решающую роль».
В 2005 году Путин объявил о начале реализации четырёх приоритетных национальных проектов в социально-экономической сфере: «Здоровье», «Образование», «Жильё» и «Развитие АПК». В январе 2008 года Путин заявил, что нацпроекты более эффективны, чем другие государственные программы. По его мнению, подобного результата удалось добиться благодаря концентрации административного и политического ресурса.
При Путине активизировался переговорный процесс по вступлению России во Всемирную торговую организацию, начавшийся ещё в середине 1990-х годов. Экономисты Всемирного банка отмечали, что «Путин сделал вступление в ВТО приоритетом для России, и после нескольких лет бездействия, при администрации Путина, переговоры по вступлению России в ВТО начали продвигаться вперёд ускоренными темпами». 22 августа 2012 года Россия стала членом ВТО.
В президентском послании Федеральному Собранию в 2006 году Путин объявил о мерах по стимулированию рождаемости в России: увеличении детских пособий, введении «материнского капитала» и т. п..
В президентском послании Федеральному Собранию в 2007 году Путин обозначил нанотехнологии в качестве одного из приоритетных направлений развития науки и техники и предложил учредить Российскую корпорацию нанотехнологий, что и было сделано в июле 2007 года.
1 февраля 2008 года путём разделения Стабилизационного фонда были сформированы Резервный фонд и Фонд национального благосостояния (ФНБ). Первый был создан для покрытия дефицита бюджета, второй — для пенсионного обеспечения граждан (на самом деле средства ФНБ расходовались на инфраструктурные проекты и помощь банкам).
В 2000—2010 гг. наблюдалось значительное увеличение иностранных инвестиций в Россию: с 11 млрд долларов в 2000 году до 115 млрд долларов в 2010 году. При этом с 2000 по 2016 год суммарный отток капитала из России достиг 568,9 млрд долларов США[значимость факта?].

#### Критические оценки
По мнению ряда экспертов, в период президентства Путина проблемы российской экономики были лишь законсервированы или даже обострились. Вот что писал журнал The Economist в середине 2008 года: «В начале 2000-х Россию захлестнул поток нефтедолларов, замаскировавший экономические проблемы. По оценкам, доля нефти и газа в ВВП России увеличилась более чем вдвое с 1999 года и по состоянию на 2 квартал 2008 года составила более 30 %. Нефть и газ составляют 50 % доходов российского бюджета и 65 % её экспорта». Экономика России сохраняет значительную зависимость от цен на энергоресурсы.

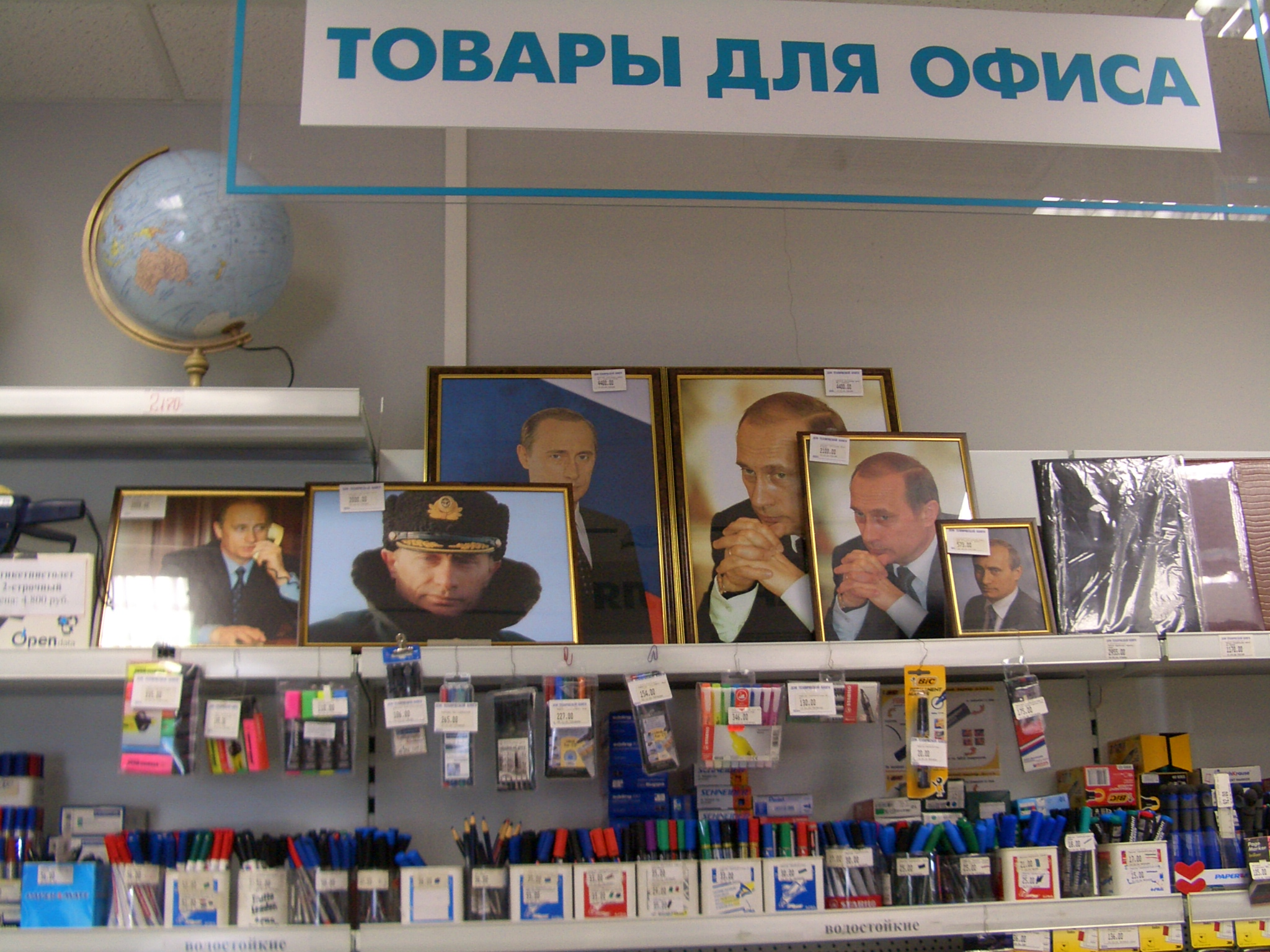
Портреты Путина в канцелярском магазине

Маршалл Голдман — американский профессор, занимавшийся ранее исследованием экономики СССР, — в начале 2008 года для характеристики экономической модели, построенной при Путине, употребил термин «petrostate» («нефтегосударство»): Petrostate: Putin, Power, and the New Russia. В своей книге профессор утверждал, что главный личный вклад Путина в экономическую политику заключался в создании «national champions» (крупных контролируемых государством компаний) и ренационализации основных энергетических активов, следствием чего стало создание нового класса олигархов, которых он называет «силогархами» (от термина «силовик»).
В декабре 2008 года экономист Андерс Ослунд заявил, что главным проектом Путина было «создание огромных, неудобоуправляемых государственных мастодонтов» и что последние «задушили большие сектора экономики своей инерцией и коррупцией, препятствуя при этом диверсификации».
Президент Института энергетической политики и оппозиционный политик Владимир Милов в ноябре 2007 года утверждал, что «почти все реформы, которые он [Путин] начинал, вступив в должность, провалились»: пенсионная реформа, реформа государственного медицинского страхования и льготного лекарственного обеспечения, судебная реформа, реформа местного самоуправления, военная реформа, реформа ЖКХ; а принятие Земельного кодекса, по мнению аналитика, «так и не привело к формированию развитого ликвидного рынка земли», новый же Трудовой кодекс «обернулся проблемами для работодателей». Российский социолог Игорь Эйдман, директор по коммуникациям ВЦИОМ, характеризовал сложившийся окончательно в президентство Путина общественно-политический строй как «власть чиновничьей олигархии», имеющий «черты крайне правой диктатуры — господство государственно-монополистического капитала в экономике, силовых структур в управлении, клерикализма и государственничества в идеологии».

## Внешняя политика
В марте 2004 года происходит пятое расширение НАТО. В альянс, вопреки дипломатическим усилиям России, принимают семь восточноевропейских стран, в том числе граничащие с Россией Эстонию, Латвию и Литву. Строя планы расширения НАТО и Евросоюза, усиливая влияние на постсоветские государства, страны Запада не обращали внимания на то, что таким образом затрагиваются интересы России.
Расширение НАТО на восток в 2004 году Путин воспринял, по оценке газеты «Ведомости», как «личное предательство» со стороны президента США Дж. Буша и премьер-министра Великобритании Тони Блэра, которых Путин к тому времени считал своими друзьями и с которыми усиленно налаживал партнёрские отношения. Спустя 12 лет, в своей Крымской речи, Путин отметил: «Нас раз за разом обманывали, принимали решения за нашей спиной, ставили перед свершившимся фактом. Так было и с расширением НАТО на восток, с размещением военной инфраструктуры у наших границ. Нам всё время одно и то же твердили: „Ну, вас это не касается“».
На президентских выборах на Украине в конце 2004 года российские власти поддерживали Виктора Януковича — кандидата от Партии регионов Украины, выступавшей за экономическое сотрудничество с Россией в рамках Единого экономического пространства (ЕЭП) и придание русскому языку статуса второго государственного. Однако после того, как Центризбирком 21 ноября объявил о победе во втором туре премьер-министра страны Виктора Януковича, его оппонент Виктор Ющенко вывел сторонников на Майдан, обвинив власти в фальсификации выборов. Протесты, которые позднее назовут «оранжевой революцией», не прекращались почти два месяца. В ходе этого кризиса Запад и Россия оказались по разные стороны баррикад. В конце концов в декабре было решено провести третий тур выборов, победителем которого стал Ющенко.
Как утверждал позднее Андрей Илларионов, занимавший в 2000—2005 годах должность советника Владимира Путина, победа «оранжевой коалиции» «серьёзно шокировала» и жестоко разочаровала российского президента. Это событие, на фоне войны в Ираке и противостояния с Евросоюзом и НАТО, считает Илларионов, «привело к радикальному развороту в сознании, мировоззрении Владимира Путина на международной арене».
Поражение российской политики на украинском направлении усугубил резкий крен украинской власти в сторону Запада — новый украинский президент Виктор Ющенко провозгласил евроатлантический вектор развития страны, отказавшись от «многовекторного» геополитического курса своего предшественника Леонида Кучмы, который все годы своего президентства старался лавировать между Москвой и Брюсселем. Российское руководство негативно оценивало как саму «Оранжевую революцию», которую российское руководство считало инспирированной Западом, так и политику нового украинского президента. Всё это мало способствовало развитию отношений между Украиной и Россией, которые все пять лет при Ющенко последовательно ухудшались. Ющенко сблизился с Михаилом Саакашвили, и Украина, как и Грузия, объявила стратегическим курсом вступление в НАТО.
14 октября 2004 года, в ходе визита в Пекин, Путин подписал договор о передаче КНР острова Тарабарова, половины Большого Уссурийского острова на реке Амур общей площадью 337 км² и половины Большого острова на реке Аргунь; это позволило завершить демаркацию российско-китайской границы. Передача островов вызвала неоднозначную реакцию в России. В качестве положительного результата называлось улучшение отношений с Китаем, протяжённость границы с которым составляет более 4300 км, и снятие потенциальной угрозы территориального конфликта в будущем. С другой стороны, ряд политиков расценивали передачу российской территории как ослабление позиций России.
В марте 2005 года в российском «ближнем зарубежье» происходит очередная «цветная революция» — в Кыргызстане свергают президента Аскара Акаева, правившего страной с 1990 года. В результате «тюльпановой революции» на смену ему приходит Курманбек Бакиев. В мае массовые беспорядки вспыхнули в узбекском Андижане. Власти Узбекистана заявили, что мятеж был организован радикальными исламистами. Жестокое подавление мятежа привело к сотням жертв. США призвали к независимому расследованию событий. В ответ президент Узбекистана Ислам Каримов потребовал прекращения американского присутствия на базе Карши-Ханабад. Уже в ноябре базу покинул последний американский самолёт, а в 2006 году туда пришли российские военные. Уход американцев с базы Манас в Кыргызстане затянулся на более долгий срок — окончательно они покинули базу лишь в 2014 году.

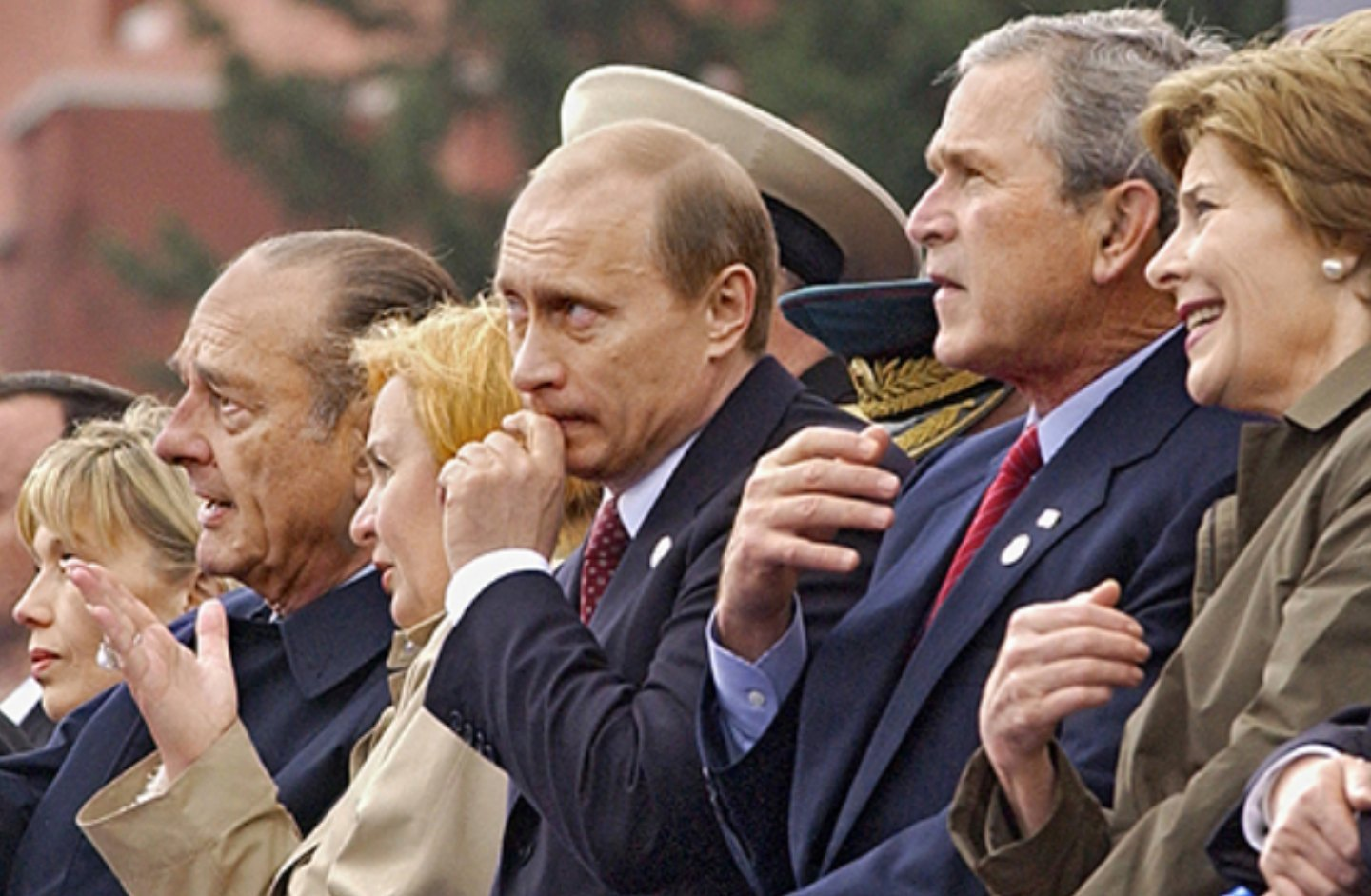
Жак Ширак, Людмила Путина, Владимир Путин, Джордж Буш-младший и Лора Буш. Москва, парад 9 мая 2005 года

9 мая 2005 года многие мировые лидеры по приглашению российского руководства приняли участие в торжествах по случаю 60-летия Победы в Великой Отечественной войне. В сентябре 2005 года Путин в Нью-Йорке участвовал в юбилейных торжествах по случаю 60-летия ООН.
2006 год ознаменовался резким ухудшением отношений России и США. Грузия при Михаиле Саакашвили становится главной союзницей США на постсоветском пространстве. Начиная с весны 2004 года, Саакашвили делает резкие заявления, обвиняя Россию в попустительстве сепаратистским устремлениям властей Абхазии и Южной Осетии. Грузия настаивает на немедленном выводе российских военных баз из Батуми и Ахалкалаки, а российских миротворцев — из непризнанных республик. Роспотребнадзор накладывает запрет на ввоз в Россию грузинских вин и минеральной воды. Реагируя на происходящее, вице-президент США Дик Чейни обвиняет Москву в «шантаже», «запугивании», «подрыве территориальной целостности соседей» и «вмешательстве в демократические процессы» и предлагает России «вернуться к демократии» или «стать врагом». Главы МИД стран НАТО принимают решение начать с Грузией «интенсивный диалог» о её присоединении к альянсу. В Грузии задерживают и обвиняют в шпионаже четырёх российских офицеров, после чего Россия объявляет о начале транспортной блокады Грузии, продержавшейся до 2010 года. Из России начинают массово депортировать грузинских граждан, Россия закрывает прямое авиасообщение с Грузией.

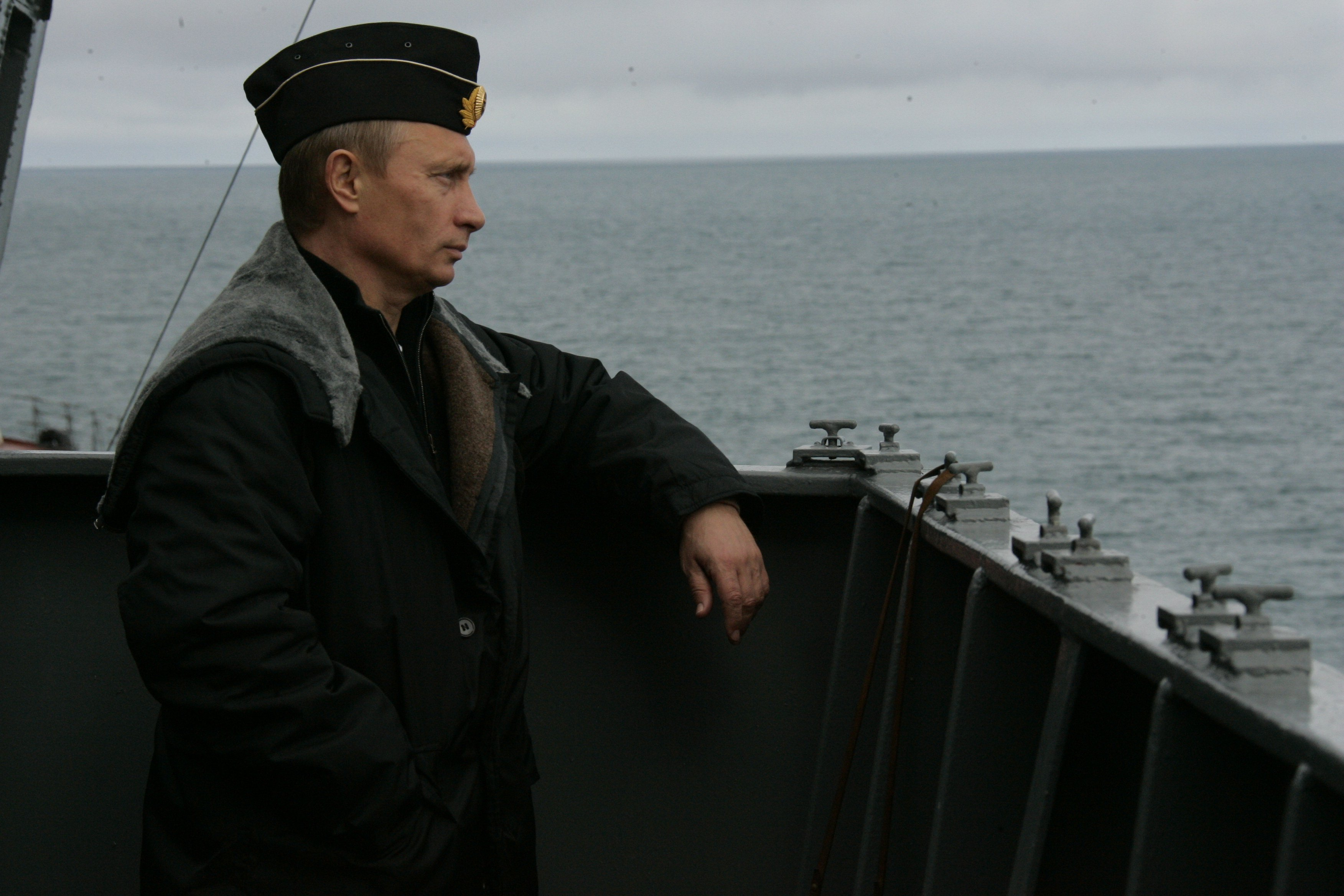
Владимир Путин на борту атомного крейсера «Пётр Великий» во время учений Северного флота. 2005 год

Со второй половины 2000-х годов в публичных выступлениях, в том числе на Мюнхенской конференции по политике безопасности (февраль 2007 года), Путин выражал недовольство военными аспектами американской внешней политики и проявлял опасения по поводу «ничем не сдерживаемого, гипертрофированного применения силы» и навязывания США своего видения миропорядка другим государствам. В Мюнхене Путин сформулировал российские возражения на размещение американских военнослужащих и элементов американской системы противоракетной обороны в Восточной Европе, а также относительно милитаризации космоса. Российский лидер заявил, что США пытаются решать все мировые проблемы военным путём, и упрекнул НАТО и Евросоюз в стремлении подменить собой ООН.
По словам руководства США, размещение в Восточной Европе элементов американской системы ПРО направлено на защиту Европы от северокорейских и иранских ракет. Российское руководство категорически отвергает такое объяснение. Уже тогда в России заявили, что в случае, если элементы ПРО США всё-таки будут размещены, Россия может денонсировать Договор о ликвидации ракет средней и меньшей дальности. Несмотря на протесты российского руководства, приостановить американские планы развёртывания ПРО неподалёку от границ России в последовавшие годы не удалось. В связи с тем, что размещение американской системы ПРО в Восточной Европе угрожает обнулить российский ракетно-ядерный потенциал, в феврале 2012 года в качестве ответной меры в Калининградской области начались приготовления к размещению ракетных комплексов «Искандер» 9К720.
Выступление Путина в Мюнхене вызвало шок у западных политиков. Как заявил американский сенатор Линдси Грэм, «Своей единственной речью он сделал больше для объединения США и Европы, чем мы сами смогли бы сделать за десятилетие». Министр иностранных дел Чехии Карел Шварценберг отметил, что Путин «ясно и убедительно доказал, почему НАТО должно расширяться». Глава МИД Швеции Карл Бильдт призвал серьёзно отнестись к словам Путина: «Это настоящая Россия, какая она есть сейчас, и возможно, в ближайшие четыре-пять лет она пойдёт ещё дальше в этом направлении».
В феврале 2007 года Путин впервые в истории советских и российских вооружённых сил назначил министром обороны гражданского чиновника Анатолия Сердюкова. Объясняя своё решение, Путин пояснил, что в условиях реализации программы развития и перевооружения вооружённых сил, связанной с расходованием огромных бюджетных средств, «нужен человек с опытом работы в сфере экономики и финансов».
В июне 2007 года Путин подписал закон «О ратификации соглашения между государствами — участниками Североатлантического договора и другими государствами, участвующими в программе „Партнёрство ради мира“, о статусе Сил от 19 июня 1995 года и Дополнительного протокола к нему», который некоторые сочли «открывающим границы для натовских солдат».
14 июля 2007 года Владимир Путин подписал Указ «О приостановлении Российской Федерацией действия Договора об обычных вооружениях в Европе и связанных с ним международных договоров». Наблюдатели полагают, что это решение стало первым шагом российского руководства в сторону коренного изменения военно-политической обстановки на европейском континенте, складывавшейся с начала 1990-х годов не в пользу России. В декабре 2007 года односторонний российский мораторий на исполнение ДОВСЕ вступил в силу.
В начале 2008 года осложнение отношений между Россией, США и НАТО вызвало обсуждение руководством Североатлантического альянса обращений Украины и Грузии о присоединении к Плану действий по подготовке к членству в НАТО (ПДПЧ). США приложили значительные усилия, чтобы убедить своих союзников по НАТО в необходимости присоединения Грузии и Украины к ПДПЧ на Бухарестском саммите альянса в апреле 2008 года. Несмотря на то, что Грузия и Украина не получили официального приглашения стать участниками ПДПЧ, им дали понять, что дорога в НАТО для них расчищена и необходимо лишь немного подождать. Главы государств и правительств стран-членов НАТО заявили в Бухаресте, что Грузия и Украина станут членами НАТО, когда будут соответствовать предъявляемым требованиям к членству в этой организации. Это решение было подтверждено на последующих саммитах НАТО.
Россия, однако, продолжает рассматривать продвижение НАТО на Восток как угрозу своим стратегическим интересам в Европе. По итогам апрельского саммита НАТО (2008) глава Генштаба РФ генерал Юрий Балуевский заявил, что, если Грузия и Украина присоединятся к НАТО, Россия будет вынуждена принять «военные и иные меры» для обеспечения своих интересов вблизи государственных границ. Владимир Путин, со своей стороны, заявил о намерении «предметно поддержать» Абхазию и Южную Осетию, руководители которых обратились к нему с посланиями, выразив опасения по поводу принятого на саммите НАТО решения.
В 2000—2007 годах Путин принимал участие во всех ежегодных саммитах «Группы восьми» («Большой восьмёрки»). Летом 2006 года саммит «восьмёрки» проходил в России, Россия в этом году председательствовала в «Группе восьми».

## Оценки периода 2000—2008 годов
По мнению британского историка, заведующего кафедрой международных отношений Билькентского университета Нормана Стоуна, Путину «удалось вырвать Россию из исторической тенденции, которая при её продолжении могла привести к распаду России как государства».
В январе 2010 года австралийский либеральный политик Кэмерон Росс назвал Путина лучшим лидером России со времён Петра I, отметив ряд достижений в период его президентства. Журналист Марк Симпсон в «The Guardian» писал, что Путин возродил российское государство и российскую мощь и не боится отстаивать российские интересы.
В 2007 году американский журнал Time назвал Путина человеком года, отмечая его лидерство и стремление к стабильности в России.

## Комментарии
1. ↑  В декабре 2000 года в Госдуму был внесён и в срочном порядке принят закон о возвращении советского государственного гимна вместо „Патриотической песни“ Михаила Глинки. Гимн в новой редакции впервые прозвучал 30 декабря 2000 года.